# Gary Pine
Gary „Nesta“ Pine (* in Norwich, Port Antonio) ist ein jamaikanischer Reggaemusiker. Er ist Leadsänger von Bob Marleys Band The Wailers.

## Leben
Gary Pine war von 1989 bis 1997 Leadsänger bei der jamaikanischen Backingband City Heat und versuchte auch, eine Solokarriere zu beginnen. 1997 wurde er Leadsänger der Wailers.
Pine wurde Ende 2005 einem breiten Publikum durch den Hit Love Generation mit Bob Sinclar bekannt, bei dem er den Gesang übernahm. Offiziell lautet die Interpretenangabe: „Bob Sinclar presents Goleo VI feat. Gary “Nesta” Pine“. Es war offizieller Titel für das WM-Maskottchen Goleo VI der Fußball-Weltmeisterschaft in Deutschland.  Er erreichte in Österreich und der Schweiz Gold-Status.
In Kooperation mit Shaggy erreichte Pine mit dem Lied Fly High 2009 erneut die Charts.

## Diskografie
Alben
- 2012: From Jamaica To De World
- 2016: Revelations

EPs
- 2005: New Day Ryzin

Singles
- 2005: Love Generation (mit Bob Sinclar feat. Goleo VI)
- 2007: Sound of Freedom (mit Bob Sinclar feat. Cutee B & Dollarman)
- 2009: Fly High (mit Shaggy)
- 2010: Dirty On The Dancefloor (mit Hadise)
- 2012: So in Love (mit Shaggy)
- 2018: One Love (feat. Alessio Pras)